# Уларице
Уларице су насељено мјесто у Босни и Херцеговини у општини Усора које административно припада Федерацији Босне и Херцеговине. Према попису становништва из 1991. у насељу је живјело 1.147 становника.

## Историја
Село се до рата налазило у саставу општине Добој.

## Становништво
| Националност       | 1991.          | 1981.          | 1971.          |
| Хрвати             | 1.100 (95,90%) | 1.118 (98,93%) | 1.075 (98,80%) |
| Срби               | 12 (1,04%)     | 8 (0,70%)      | 6 (0,55%)      |
| Муслимани          | 0              | 0              | 4 (0,36%)      |
| Југословени        | 15 (1,30%)     | 4 (0,35%)      | 1 (0,09%)      |
| остали и непознато | 20 (1,74%)     | 0              | 2 (0,18%)      |
| Укупно             | 1.147          | 1.130          | 1.088          |

## Извор
- Књига: „Национални састав становништва — Резултати за Републику по општинама и насељеним мјестима 1991.“, статистички билтен бр. 234, Издање Државног завода за статистику Републике Босне и Херцеговине, Сарајево.
- интернет — извор, „Попис по мјесним заједницама“ — https://web.archive.org/web/20160226134632/http://www.fzs.ba/Podaci/nacion%20po%20mjesnim.pdf